# Bouquetin d'Asie
Pour les autres espèces de bouquetins, voir Bouquetin.
Espèce
Statut de conservation UICN

 NT  : Quasi menacé
Statut CITES
Le bouquetin d'Asie (Capra sibirica), également connu sous divers noms régionalisés comme ibex de Sibérie, bouquetin de l'Altaï, ibex d'Asie centrale, bouquetin de Gobie ou de Mongolie, bouquetin de Tian Shan ou Yanghir, est une espèce de bouquetin de la famille des Bovidés, et de la sous-famille des Caprinés, vivant dans divers massifs montagneux d'Asie.

## Description

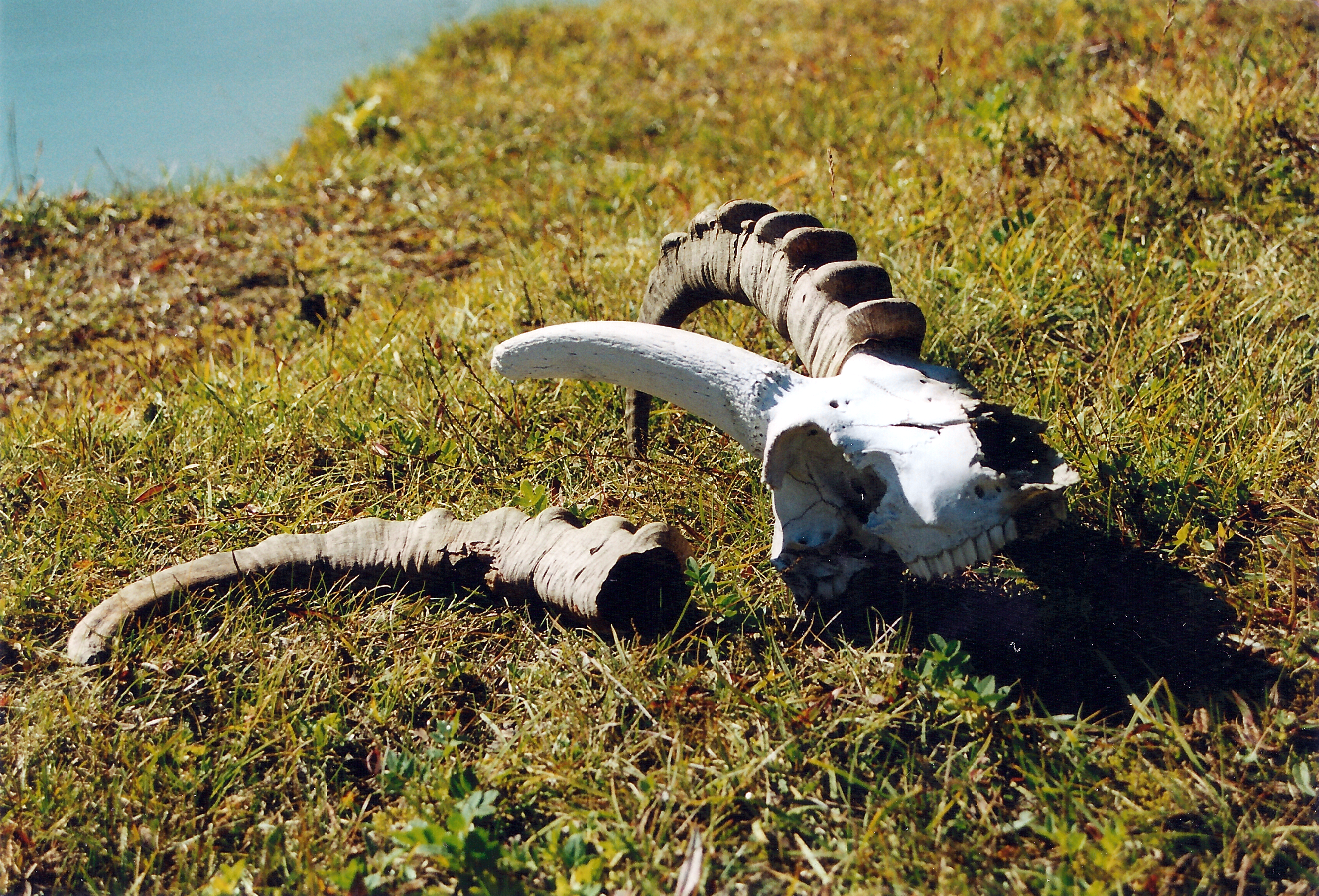
Les deux parties de la corne et le crâne d'un ibex de Sibérie.

Le corps mesure de 130 à 165 cm de longueur. La hauteur à l'épaule est de 67 à 110 cm. La queue mesure de 10 à 18 cm. Le poids varie de 35 à 130 kg. La couleur de la robe varie grandement pour l'espèce. La couleur dominante est un brun clair, avec le ventre plus clair. Les deux sexes ont une barbiche de couleur foncée sous le menton, moins prononcée chez les femelles. Cette espèce d'ibex ne présente pas les marques contrastées noires et blanches sur les jambes, que l'on note chez le bouquetin de Nubie et le bouquetin d'Abyssinie.

## Répartition
La plus large population de Capra sibirica se trouve dans l'Altaï en Mongolie avec 80 000 individus estimés. Le reste de la population est légèrement au sud-ouest, dans les montagnes qui bordent le bassin du Tarim au nord (monts Tian) et à l'est (Pamir), avec 70 000 individus sur les territoires du Kirghizistan et du Tadjikistan, 40 000 à 50 000 individus sur le territoire du Xinjiang en Chine (voir la réserve naturelle nationale du Pic Tomur), 17 000 individus sur le territoire du Kazakhstan, 2 400 individus sur le territoire Ouzbékistan. Le Pamir d'Afghanistan a une population non dénombrée, celui d'Inde quelques centaines. L'Inde au sud de l'Himalaya en abrite également 4 000 individus, et 6 000 dans le Ladakh. On en trouve aussi en Sibérie du sud, au Pakistan, et dans d'autres montagnes de Chine,.

## Taxonomie
Autrefois considéré à tort comme une sous-espèce du bouquetin des Alpes Capra ibex, les bouquetins d'Asie associés au nom Capra sibirica pourraient être plus qu'une seule espèce d'ibex. Il pourrait s'agir d'un complexe d'unités de conservation différentes qui se distinguent comme génétiquement différenciées à un niveau pouvant distinguer des espèces et une révision taxonomique complète est toujours nécessaire,.
Quatre sous-espèces sont reconnues par Fedosenko et Blank en 2001, sur la base des caractéristiques des cornes et des couleurs de robe :
- C. s. hagenbecki, dans la partie mongole du désert de Gobi ;
- C. s. sibirica, dans le massif de l'Altai ;
- C. s. alaiana, dans le massif du Tian Shan ;
- C. s. sakeen, synonyme de propositions taxonomiques écartées et désuètes telles que C. s. dauvergnii[5], dans les massifs du Pamir, de l'Hindu Kush et du Karakoram (le nom de ce synonyme, dauvergnii, est dédié à Henri Dauvergne).

Fedosenko et Blank rejoignent en cela les chasseurs, qui l'appellent ibex de Sibérie et établissent des différences similaires entre ibex de Gobi, de l’Altaï, des monts Tian et de l’Himalaya. Wang en 1998, Smith et al., en 2008, considèrent une autre sous-espèce potentielle :
- C. s. dementievi, dans les montagnes du Kunlun près du point de jonction de celles-ci avec le Pamir et le Karakoram.

Plusieurs auteurs ne reconnaissent pas ces sous-espèces (par exemple Wilson et Reeder, 2005) et la taxonomie n'est pas encore déterminée de façon concluante,,.
D'autres noms sont relevés : almasyi, altaica, dauvergnei, fasciata, filippi, hemalayanus, lydekkeri, merzbacheri, pedri, sakeen, skyn (peut-être une typo mise pour sakeen), et wardi.
L'UICN rappelle trois noms communs (ibex de Sibérie, ibex Asiatique et ibex de l'Himalaya) mais tant la taxonomie que la correcte utilisation des divers noms communs de ces bouquetins dans les documents de référence (UICN, CITES) restent à consolider,.

## Conservation
L'espèce est inscrite dans la liste rouge de l'UICN avec le statut de quasi-menacée.